# Jastrzębia (gmina)
Pour les articles homonymes, voir Jastrzębia.
Jastrzębia est une gmina rurale (gmina wiejska) de la powiat de Radom, dans la Voïvodie de Mazovie, dans le centre-est de la Pologne.
Son siège administratif (chef-lieu) est le village de Jastrzębia, qui se situe environ 12 kilomètres au nord-est de Radom (siège de la Powiat) et 83 kilomètres au sud de Varsovie (capitale de la Pologne).
La gmina couvre une superficie de 89,51 km2 pour une population de 6 448 habitants en 2006.

## Histoire
De 1975 à 1998, la gmina est attachée administrativement à la voïvodie de Radom.

Depuis 1999, elle fait partie de la voïvodie de Mazovie.

## Géographie
La gmina inclut les villages et localités de :

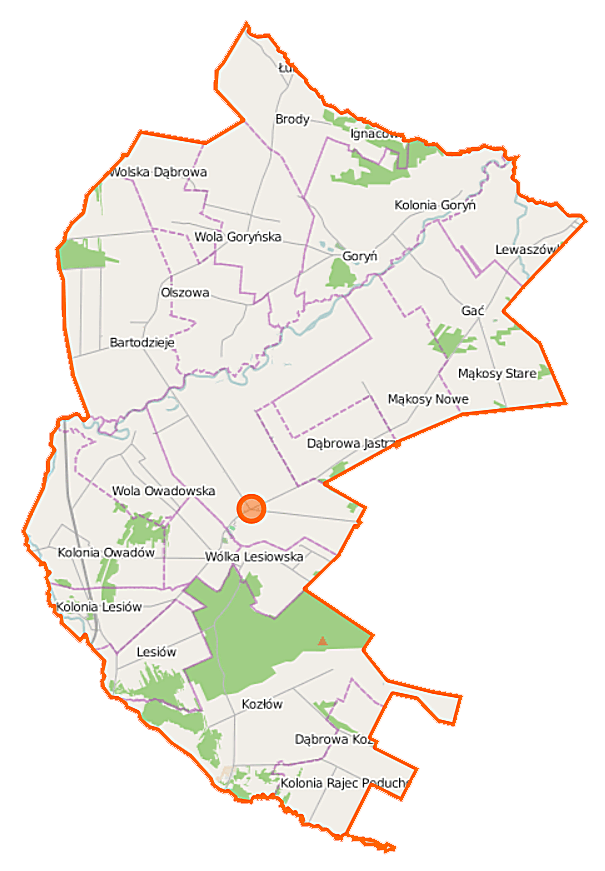
Plan de la gmina

- Bartodzieje
- Brody
- Dąbrowa Jastrzębska
- Dąbrowa Kozłowska
- Goryń
- Jastrzębia
- Kozłów
- Lesiów
- Lewaszówka
- Mąkosy Nowe
- Mąkosy Stare
- Olszowa
- Owadów
- Wojciechów
- Wola Goryńska
- Wola Owadowska
- Wólka Lesiowska
- Wolska Dąbrowa

### Gminy voisines
La gmina de Jastrzębia est voisine :
- de la ville de :
  - Radom
- et des gminy suivantes :
  - Głowaczów
  - Jedlińsk
  - Jedlnia-Letnisko
  - Pionki

## Structure du terrain
D'après les données de 2002, la superficie de la commune de Jastrzębia est de 89,51 km2, répartis comme telle :
- terres agricoles : 79%
- forêts : 14%

La commune représente 5,85% de la superficie du powiat.

## Démographie
Données du 30 juin 2004 :
| Description        | Total  | Total | Femmes | Femmes | Hommes | Hommes |
| ------------------ | ------ | ----- | ------ | ------ | ------ | ------ |
| Unité              | Nombre | %     | Nombre | %      | Nombre | %      |
| Population         | 6 347  | 100   | 3 137  | 49,4   | 3 210  | 50,6   |
| Densité (hab./km²) | 70,9   | 70,9  | 35     | 35     | 35,9   | 35,9   |